# Olympische Sommerspiele 2000/Teilnehmer (Griechenland)
| Gelbes Symbol für Goldmedaillen mit stilisierten Olympischen Ringen | Graues Symbol für Silbermedaillen mit stilisierten Olympischen Ringen | Braundes Symbol für Bronzemedaillen mit stilisierten Olympischen Ringen |
| ------------------------------------------------------------------- | --------------------------------------------------------------------- | ----------------------------------------------------------------------- |
| 4                                                                   | 6                                                                     | 3                                                                       |

Griechenland nahm an den Olympischen Sommerspielen 2000 in der australischen Metropole Sydney mit 140 Athleten, 58 Frauen und 82 Männern, in 23 Sportarten teil.
Seit 1896 war es die 24. Teilnahme Griechenlands an Olympischen Sommerspielen.

## Flaggenträger
Der Windsurfer Nikolaos Kaklamanakis trug die Flagge Griechenlands während der Eröffnungsfeier im Stadium Australia.

## Medaillengewinner
Mit vier gewonnenen Gold-, sechs Silber- und drei Bronzemedaillen belegte das griechische Team Platz 17 im Medaillenspiegel.
| M | Name/n | Sportart                   | Wettkampf                        |
| - | --- | -------------------------- | -------------------------------- |
|   | Pyrros Dimas | Gewichtheben               | Männer, Halbschwergewicht        |
|   | Kakhi Kakhiashvili                                                                                               | Gewichtheben               | Männer, Mittelschwergewicht      |
|   | Konstantinos Kenteris                                                                                            | Leichtathletik             | Männer, 200 Meter                |
|   | Michalis Mouroutsos                                                                                              | Taekwondo                  | Männer, Fliegengewicht           |
|   | Leonidas Sampanis                                                                                                | Gewichtheben               | Männer, Federgewicht             |
|   | Viktor Mitrou | Gewichtheben               | Männer, Mittelgewicht            |
|   | Ekaterini Thanou                                                                                                 | Leichtathletik             | Frauen, 100 Meter                |
|   | Anastasia Kelesidou                                                                                              | Leichtathletik             | Frauen, Diskuswurf               |
|   | Mirela Maniani                                                                                                   | Leichtathletik             | Frauen, Speerwurf                |
|   | Dimosthenis Tampakos                                                                                             | Turnen                     | Männer, Ringe                    |
|   | Ioanna Chatziioannou                                                                                             | Gewichtheben               | Frauen, Mittelgewicht            |
|   | Amiran Kardanov                                                                                                  | Ringen                     | Männer, Fliegengewicht, Freistil |
|   | Eirini Aindili, Evangelia Christodoulou, Maria Georgatou, Zacharoula Karyami, Charikleia Pantazi & Anna Pollatou | Rhythmische Sportgymnastik | Frauen, Team                     |

## Teilnehmer nach Sportarten

### Bogenschießen
- Evangelia Psarra
Frauen, Einzel: 41. Platz

### Boxen
- Antonios Giannoulas
Mittelgewicht: 9. Platz

- Artour Mikaelian
Bantamgewicht: 17. Platz

- Tingran Ouzlian
Leichtgewicht: 5. Platz

### Gewichtheben
- Pyrros Dimas
Männer, Leichtschwergewicht: Gold

- Akakios Kachiasvilis
Männer, Mittel-Schwergewicht: Gold

- Ioanna Chatziioannou
Frauen, Mittelgewicht: Bronze

- Valerios Leonidis
Männer, Leichtgewicht: 6. Platz

- Viktor Mitrou
Männer, Mittelgewicht: Silber

- Leonidas Sampanis
Männer, Federgewicht: Silber

- Christos Spyrou
Männer, Leicht-Schwergewicht: 7. Platz

- Maria Tatsi
Frauen, Leichtschwergewicht: 11. Platz

### Kanu
- Andreas Kilingaridis
Männer, Canadier-Einer, 500 Meter: Vorrunde
Männer, Canadier-Einer, 1000 Meter: Halbfinale

### Leichtathletik
- Alexios Alexopoulos
Männer, 4 × 100 Meter: Halbfinale

- Niki Bakogianni
Frauen, Hochsprung: 33. Platz in der Qualifikation

- Stelios Dimotsios
Männer, 4 × 400 Meter: Vorläufe

- Konstandinos Gatsioudis
Männer, Speerwurf: 6. Platz

- Georgios Giannelis
Männer, 3000 Meter Hindernis: Vorläufe

- Chrysoula Goudenoudi
Frauen, 400 Meter Hürden: Vorläufe

- Tasos Gousis
Männer, 200 Meter: Vorläufe
Männer, 400 Meter: Vorläufe
Männer, 4 × 400 Meter: Vorläufe

- Periklis Iakovakis
Männer, 400 Meter Hürden: Vorläufe
Männer, 4 × 400 Meter: Vorläufe

- Thaleia Iakovidou
Frauen, Stabhochsprung: in der Qualifikation ausgeschieden

- Chrysostomia Iakovou
Frauen, 5000 Meter: Vorläufe

- Spyros Kastanis
Männer, 50 Kilometer Gehen: DNF

- Anastasia Kelesidou
Frauen, Diskuswurf: Silber

- Kostas Kenteris
Männer, 200 Meter: Gold 
Männer, 4 × 100 Meter: Halbfinale

- Panagiotis Charamis
Männer, Marathon: 63. Platz

- Ekaterini Koffa
Frauen, 200 Meter: Vorläufe
Frauen, 4 × 100 Meter: Halbfinale

- Christina Kokotou
Frauen, 20 Kilometer Gehen: 36. Platz

- Prodromos Korkizoglou
Männer, Zehnkampf: DNF

- Konstandinos Koukodimos
Männer, Weitsprung: 39. Platz in der Qualifikation

- Stamatios Lenis
Männer, Dreisprung: in der Qualifikation ausgeschieden

- Mirela Maniani-Tzelili
Frauen, Speerwurf: Silber

- Christos Meletoglou
Männer, Dreisprung: 31. Platz in der Qualifikation

- Georgios Oikonomidis
Männer, 4 × 400 Meter: Vorläufe

- Kalliopi Ouzouni
Frauen, Kugelstoßen: 7. Platz

- Alexandros Papadimitriou
Männer, Hammerwurf: 12. Platz

- Athina Papagianni
Frauen, 20 Kilometer Gehen: 11. Platz

- Despoina Papavasilaki
Frauen, Weitsprung: 34. Platz in der Qualifikation

- Voula Patoulidou
Frauen, 100 Meter: Vorläufe
Frauen, 4 × 100 Meter: Halbfinale

- Froso Patsou
Frauen, 4 × 100 Meter: Halbfinale

- Angelos Pavlakakis
Männer, 4 × 100 Meter: Halbfinale

- Christos Polychroniou
Männer, Hammerwurf: 24. Platz in der Qualifikation

- Dimitrios Serelis
Männer, Weitsprung: in der Qualifikation ausgeschieden

- Theodoros Stamatopoulos
Männer, 50 Kilometer Gehen: DNF

- Panagiotis Stroubakos
Männer, 800 Meter: Vorläufe

- Ekaterini Thanou
Frauen, 100 Meter: Silber 
Frauen, 4 × 100 Meter: Halbfinale

- Georgios Theodoridis
Männer, 100 Meter: Viertelfinale
Männer, 4 × 100 Meter: Vorläufe

- Stella Tsikouna
Frauen, Diskuswurf: 5. Platz

- Vaios Tingas
Männer, Kugelstoßen: 35. Platz in der Qualifikation

- Angeliki Tsiolakoudi
Frauen, Speerwurf: 18. Platz in der Qualifikation

- Asimina Vanakara
Frauen, Siebenkampf: DNF

- Olga Vasdeki
Frauen, Dreisprung: 7. Platz

- Ekaterini Vongoli
Frauen, Diskuswurf: 9. Platz

- Niki Xanthou
Frauen, Weitsprung: 17. Platz in der Qualifikation

- Kostis Zalangitis
Männer, Dreisprung: 37. Platz in der Qualifikation

### Moderner Fünfkampf
- Katerina Partits
Frauen, Einzel: 22. Platz

### Radsport
- Nikos Angelidis
Männer, Sprint: 2. Runde

- Kleanthis Barngas
Männer, Mannschaftssprint: 4. Platz

- Dimitrios Georgalis
Männer, 1000 Meter Zeitfahren: 6. Platz
Männer, Mannschaftssprint: 4. Platz

- Lambros Vasilopoulos
Männer, Keirin: Halbfinale
Männer, Mannschaftssprint: 4. Platz

### Reiten
- Heidi Antikatzidis
Vielseitigkeit, Einzel: 6. Platz

### Rhythmische Sportgymnastik
- Dona Evmorfia
Einzel: 7. Platz

- Eirini Aindili, Evangelia Christodoulou, Maria Georgatou, Zacharoula Karyami, Charikleia Pantazi & Anna Pollatou
Mannschaft: Bronze

### Ringen
- Dimitrios Avramis
Mittelgewicht, griechisch-römisch: 12. Platz

- Amiran Kardanov
Bantamgewicht, Freistil: Bronze

- Nikolaos Loizidis
Weltergewicht, Freistil: 16. Platz

- Chvitsas Polychronidis
Federgewicht, Freistil: 10. Platz

- Kostas Thanos
Schwergewicht, griechisch-römisch: 4. Platz

- Efstathios Topalidis
Superschwergewicht, Freistil: 15. Platz

- Aftandil Xanthopoulos
Schwergewicht, Freistil: 5. Platz

### Rudern
- Panagiotis Miliotis  & Vasileios Polymeros
Leichtgewichts-Doppelzweier: 8. Platz

- Khrysa Biskitzi & Angeliki Gremou
Frauen, Leichtgewichts-Doppelzweier: 11. Platz

### Schießen
- Dionysios Georgakopoulos
Männer, Luftpistole: 17. Platz
Männer, Freie Pistole: 16. Platz

- Agathi Kasoumi
Frauen, Luftpistole: 32. Platz
Frauen, Sportpistole: 20. Platz

### Schwimmen
- Spyros Bitsakis
Männer, 100 Meter Freistil: 34. Platz
Männer, 4 × 200 Meter Freistil: 15. Platz

- Katerina Bliamou
Frauen, 100 Meter Rücken: 32. Platz
Frauen, 200 Meter Rücken: 25. Platz

- Athina Bochori
Frauen, 50 Meter Freistil: 43. Platz

- Artemis Dafni
Frauen, 400 Meter Freistil: 22. Platz
Frauen, 400 Meter Lagen: 20. Platz

- Zoi Dimoschaki
Frauen, 200 Meter Freistil: 25. Platz

- Ioannis Drymonakos
Männer, 100 Meter Schmetterling: 51. Platz
Männer, 200 Meter Schmetterling: 25. Platz

- Spyros Gianniotis
Männer, 400 Meter Freistil: 20. Platz
Männer, 1500 Meter Freistil: 21. Platz
Männer, 4 × 200 Meter Freistil: 15. Platz

- Ioannis Kokkodis
Männer, 100 Meter Lagen: 22. Platz
Männer, 200 Meter Lagen: 20. Platz

- Marianna Lymberta
Frauen, 800 Meter Freistil: 22. Platz

- Antonia Machaira
Frauen, 100 Meter Freistil: 25. Platz

- Dimitrios Manganas
Männer, 200 Meter Freistil: 36. Platz
Männer, 4 × 200 Meter Freistil: 15. Platz

- Zambia Melachroinou
Frauen, 100 Meter Schmetterling: 34. Platz
Frauen, 200 Meter Schmetterling: 31. Platz

- Thanasis Oikonomou
Männer, 4 × 200 Meter Freistil: 15. Platz

- Katia Sarakatsani
Frauen, 200 Meter Lagen: 30. Platz

### Segeln
- Nikolaos Kaklamanakis
Männer, Windsurfen: 6. Platz

- Emilios Papathanasiou
Männer, Finn Dinghy: 12. Platz

- Andreas Kosmatopoulos & Kostas Tringonis
Männer, 470er: 8. Platz

- Antonios Bougiouris
Laser: 15. Platz

- Dimitrios Boukis & Leonidas Pelekanakis
Star: 11. Platz

- Gelly Skarlatou
Frauen, Windsurfen: 21. Platz

- Maria Vlachou
Frauen, Europe: 18. Platz

- Sofia Bekatorou & Emilia Tsoulfa
Frauen, 470er: 14. Platz

### Synchronschwimmen
- Christina Thalassinidou & Despoina Theodoridou
Duett: 13. Platz

### Taekwondo
- Areti Athanasopoulou
Frauen, Federgewicht: 8. Platz

- Michalis Mouroutsos
Männer, Fliegengewicht: Gold

- Alexandros Nikolaidis
Männer, Schwergewicht: 9. Platz

### Tennis
- Eleni Daniilidou
Frauen, Einzel: 33. Platz

### Tischtennis
- Kalinikos Kreanga
Männer, Einzel: 17. Platz
Männer, Doppel: 17. Platz

- Daniel Tsiokas
Männer, Einzel: 33. Platz
Männer, Doppel: 17. Platz

### Triathlon
- Vasilios Krommydas
Männer: 33. Platz

### Turnen
- Katerina Christoforidou
Frauen, Einzelmehrkampf: 61. Platz in der Qualifikation
Frauen, Boden: 68. Platz in der Qualifikation
Frauen, Pferdsprung: 57. Platz in der Qualifikation
Frauen, Stufenbarren: 81. Platz in der Qualifikation
Frauen, Schwebebalken: 74. Platz in der Qualifikation

- Ioannis Melissanidis
Männer, Einzelmehrkampf: 95. Platz in der Qualifikation
Männer, Pferdsprung: 7. Platz

- Vasiliki Millousi
Frauen, Einzelmehrkampf: 55. Platz in der Qualifikation
Frauen, Boden: 60. Platz in der Qualifikation
Frauen, Pferdsprung: 67. Platz in der Qualifikation
Frauen, Stufenbarren: 70. Platz in der Qualifikation
Frauen, Schwebebalken: 71. Platz in der Qualifikation

- Dimosthenis Tambakos
Männer, Einzelmehrkampf: 91. Platz in der Qualifikation
Männer, Barren: 68. Platz in der Qualifikation
Männer, Ringe: Silber

### Volleyball (Beach)
- Vaso Karadasiou & Efi Sfyri
Frauenturnier: 17. Platz

### Wasserball
- Herrenteam
10. Platz

- Kader
Georgios Afroudakis
Nikolaos Deligiannis
Filippos Kaiafas
Thomas Khatzis
Theodoros Khatzitheodorou
Theodoros Lorantos
Konstantinos Loudis
Georgios Mavrotas
Dimitrios Mazis
Georgios Psykhos
Georgios Reppas
Ioannis Thomakos
Antonios Vlontakis

### Wasserspringen
- Thomas Bimis
Männer, Kunstspringen: 32. Platz

- Maria Konstantatou
Frauen, Turmspringen: 38. Platz

- Sotiria Koutsopetrou
Frauen, Kunstspringen: 21. Platz

- Eftychia Pappa-Papavasilopoulou
Frauen, Turmspringen: 29. Platz

- Nikolaos Siranidis
Männer, Kunstspringen: 36. Platz